# Eupithecia viminata
Eupithecia viminata là một loài bướm đêm trong họ Geometridae.